# Kościół św. Jana Chrzciciela w Grucznie
Kościół świętego Jana Chrzciciela w Grucznie – rzymskokatolicki kościół parafialny należący do parafii pod tym samym wezwaniem (dekanat świecki diecezji pelplińskiej).
Obecna świątynia, trzecia z kolei w tym samym miejscu, została wzniesiona w latach 1873-1876. Poświęcił ją w 1876 roku biskup Jerzy Jeschke
Budowla reprezentuje styl neogotycki. Kościół charakteryzuje się sześciokątną wieżą. W oknach świątyni są umieszczone witraże.